# Peep o' Day Boys

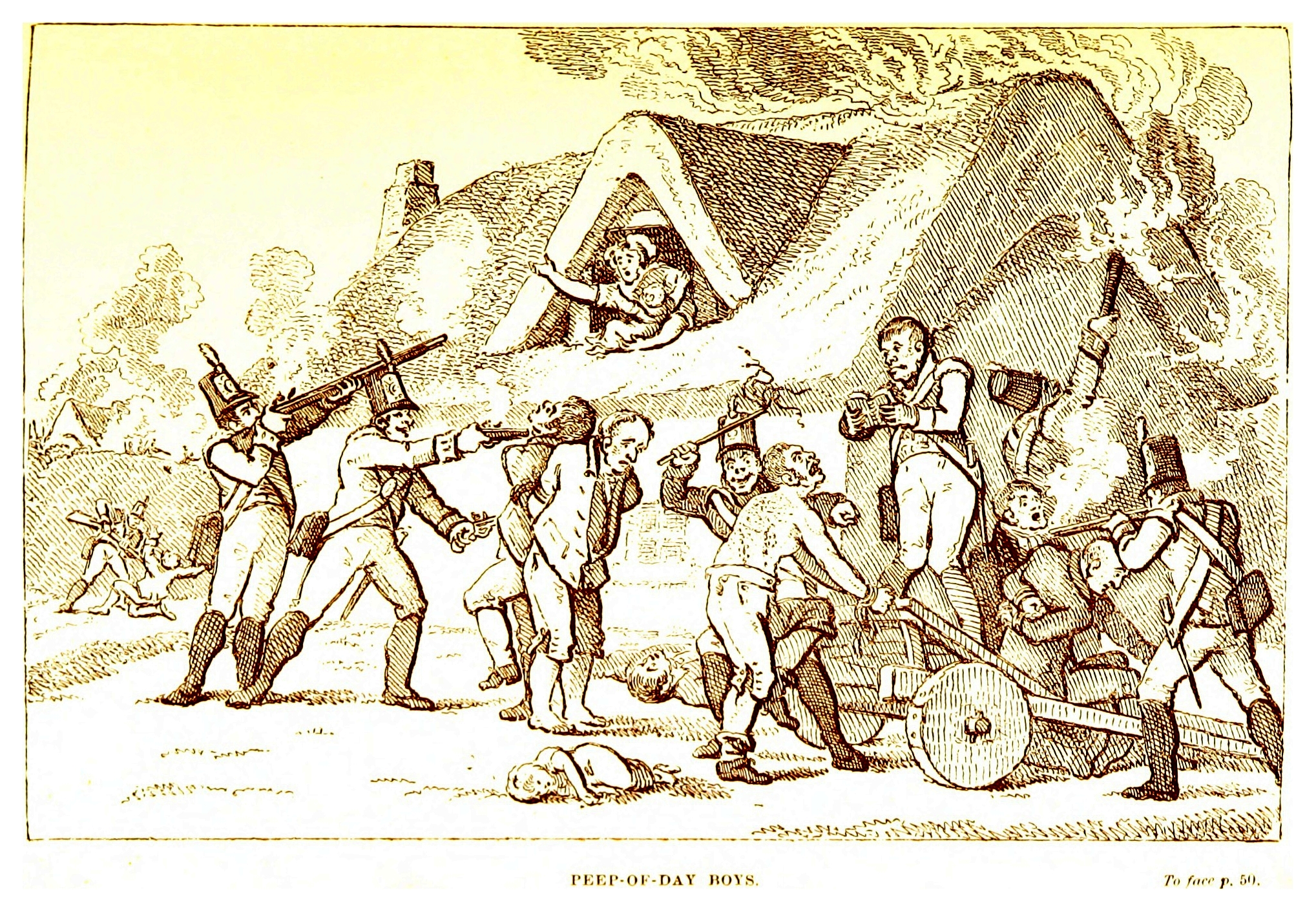
Madden (1888), Peep-of-day Boys.

Les Peep o' Day Boys sont une société secrète irlandaise de paysans protestants active à la fin du XVIIIe siècle. Elle s'oppose violemment aux Defenders, une société secrète catholique.
Fondée en 1785 en marge des conflits entre protestants et catholiques ayant émergé dans le comté d'Armagh, elle s'oppose aux Defenders. L'ordre d'Orange en est issu à la suite de la bataille du Diamond en 1795. Elle prend ensuite ses distances avec les Peep o' Day Boys.
Pour y être admis, ses membres doivent prêter serment : « Au nom de Dieu tout puissant, je jure de soutenir le roi et le gouvernement et de faire tout ce qui est en mon pouvoir pour exterminer tous les catholiques d'Irlande ».